# 中村美代子
中村 美代子（なかむら みよこ、1923年1月27日 - 2012年2月28日）は、日本の女優。

## 人物
本名は岩村美代子。東京府（現東京都）出身。
芸術小劇場を経て、俳優座に所属し、主に舞台出演などの活動が多かった。
2012年2月28日、心不全にて逝去。89歳没。

## 出演作品

### 映画
- 市川馬五郎一座顛末記 浮草日記（1955年）
- 真昼の惨劇（1958年）
- 怒りの孤島（1958年）
- 春の夢（1960年）
- 血は渇いてる（1960年）
- 人間の条件 完結篇（1961年）
- 若い狼（1961年）
- 妻という名の女たち（1963年）
- 七人の刑事 女を探がせ（1963年）
- あの娘に幸福を（1963年）
- 夜の片鱗（1964年）
- 赤ひげ（1965年）
- 明日また生きる（1970年）
- 嫉妬（1971年）
- 塩狩峠（1973年）
- 金環蝕（1975年）
- 復讐するは我にあり （1979年）
- 配達されない三通の手紙（1979年）
- 疑惑（1982年）
- ムッちゃんの詩（1985年）
- 菩提樹の丘（1985年）
- 死の棘（1990年）

### 舞台
- 三文オペラ
- ピーチャム夫人
- 女の平和
- セチュアンの善人
- 肥前松浦女人塚
- 戦争とは
- とりあえずの死
- 赤い陣羽織
- 本ではみんな習ったが
- 現代の英雄
- 三人姉妹
- 蟹の町
- 夜遊び

### テレビドラマ
- 日立劇場 / 母の初恋（1961年、TBS）
- フライング・スポット（1962年2月1日、NHK） - 文の母
- お気に召すまま（1962年、NET）第1話「あなたがもう一人」
- 喜びも悲しみも幾歳月（1965年、TBS）
- 木下恵介劇場 / 記念樹（1966年、TBS）
- 東芝日曜劇場　
  - 第707回「海のあく日」（1970年、CBC）
  - 第804回「寒椿」（1972年、CBC）
  - 第973回「娘よ」（1975年、TBS）
- 連続テレビ小説　（NHK）
  - 繭子ひとり（1971年）
  - はね駒（1986年） ‐ イネ(東北女学校の賄いのおばちゃん)
  - 君の名は（1991年）
  - ひまわり（1996年） - ひまわり荘の大家
- 恐怖劇場アンバランス 第6話「地方紙を買う女」（1973年、CX / 円谷プロダクション） - アパート管理人
- はぐれ刑事 第3話「復讐」（1975年、NTV）
- 五街道まっしぐら! 第8話「三国峠に鬼女が舞う」（1976年、NET）
- 前略おふくろ様 第2シリーズ（1976年～1977年、NTV）
- 赤い絆 第12話「ふたりだけの結婚」（1977年、TBS）
- 大空港 第29話「戦慄! 空港VIP室占拠事件」（1979年、CX）  - 披露宴出席者
- 特捜最前線 第114話「サラ金ジャック・射殺犯桜井刑事!」（1979年、ANB）
- 破れ新九郎 第20話「殴り込み！破れ軍団」（1979年、ANB） - 佐和
- 俺はあばれはっちゃく 第49話「笑えタイヤキ㋪作戦」（1980年、ANB/国際放映） - 澄子の祖母
- 木曜ゴールデンドラマ / 妻と子を返せ!（1983年、YTV）
- 外科医 城戸修平 第5話「カルテの死角」（1983年、TBS）
- 火曜サスペンス劇場（NTV）
  - 死刑台への120時間（1983年）
  - 連鎖寄生眷属（1984年）
- ドラマ人間模様 / 極楽への招待（1987年、NHK）
- 事件の女たち / 父は戦争に行った（1988年、TX）
- 愛の復讐（1989年、CX）
- 名奉行 遠山の金さん 第3シリーズ 第22話「お婆ちゃんの復讐」（1991年、ANB / 東映） - おくら
- 水戸黄門 第20部 第42話「怪盗天神林の光右衛門 -盛岡-」（1991年8月26日、TBS / C.A.L） - おたか
- 月曜ドラマスペシャル / 白愁のとき（1996年、TBS）

### ラジオドラマ
- 闖入者（1955年、朝日放送） - 紳士の妻

### その他の番組
- 一枚の写真（1990年、CX）

## 受賞歴
- 紀伊国屋演劇賞（1992年）

## 脚註
1. ↑  俳優の中村美代子さん死去 産経新聞 2012年3月8日閲覧